# Stjepan Kranjčić
Stjepan Kranjčić (Petrijanec, 5. prosinca 1918. – Rim, 10. travnja 1968.),  križevački je župnik na glasu svetosti, svećenik Zagrebačke nadbiskupije, suradnik nadbiskupa bl. Alojzija Stepinca, žrtva komunističkoga sustava, doktor kanonskoga prava, pisac, izniman pastoralni i karitativni djelatnik.

## Životopis
Stjepan Kranjčić rođen je u Petrijancu 5. prosinca 1918. Majka mu je bila Mara, djevojački Papec, a otac Josip Kranjčić. Bio je najmlađe dijete iz brojne pobožne obitelji u kojoj je rođeno desetero djece. Majka mu je umrla u njegovoj dobi od samo sedam mjeseci, a i pola mu je braće i sestara umrlo u vrlo ranoj dobi.
Nakon sjemeništa i studija teologije na Katoličkome bogoslovnom fakultetu u Zagrebu, gdje se Stjepan isticao svojom intelektualnom sposobnošću, marljivošću i kolegijalnošću, za svećenika ga je 6. lipnja 1943. godine zaredio nadbiskup Alojzije Stepinac. Mladu je misu Stjepan služio u Ozlju, gdje su mu starijega brata dr. Matiju Kranjčića, koji je ondje bio župnik, 1945. godine ubili komunisti.
Stjepan je najprije od 1943. do 1945. službovao kao kapelan u Požegi, zatim je od 1945. do 1947. bio kapelan u župi sv. Marka na zagrebačkome Gornjem gradu. Okarakteriziran kao sposoban, radišan, beskompromisan i neustrašiv svećenik, 1947. godine postaje bilježnik Nadbiskupskoga duhovnog stola te tajnik biskupu Franji Salis-Seewisu. U teškim i opasnim godinama rada u upravi Nadbiskupije držao je čvrstu liniju protiv svećeničkih udruženja i branio istinu o biskupima Salis-Seewisu i Josipu Lachu, upozorivši dekane tko stoji iza želje za njihovim smjenjivanjem. Kao svećenika izrazite Stepinčeve linije Udba ga 1950. godine izgoni iz Zagreba te mu zabranjuje boravak do 30 kilometara blizu Zagreba. 
Biskup Lach kod vlasti se zauzeo za Kranjčića pa je on od 1950. do 1952. smio djelovati kod časnih sestara karmelićanki u Hrvatskom Leskovcu. Želeći olakšati susjednome župniku Franji Kuhariću, koji je iz Sv. Martina pod Okićem upravljao s više župa, Kranjčić mu je pastoralno pomagao u Rakovu Potoku. Otamo su Kuharić i Kranjčić zajedno posjećivali nadbiskupa Stepinca koji je u to doba iz zatvora prebačen u Krašić. To je vrijeme Kranjčić iskoristio i za doktorski studij teologije. Disertaciju je obranio 31. svibnja 1952. na zagrebačkome KBF-u. 
Te godine, 1952., postaje župnik i dekan u Križevcima. Bio je i sudac Drugomolbenoga nadbiskupskog ženidbenog suda u Zagrebu i začasni prisjednik Nadbiskupskoga duhovnog stola. 
U Križevcima se istaknuo nevjerojatnom pastoralnom revnošću, karitativnošću, darežljivošću, gostoljubivošću, duhovnošću, skromnošću, poniznošću i asketskim načinom života. Pješice je ili biciklom svakodnevno obilazio župljane u gradu i na selu. Mise je, vjeronauke, svibanjske i listopadske pobožnosti redovito držao i u središtu župe i na filijalama. Sve je godine službovanja sa župljanima pješice hodočastio u Mariju Bistricu u oba smjera. Inzistirao je na sakramentu pomirenja pa je u tom smislu bio na raspolaganju župljanima tijekom cijeloga dana. Držao je redovite duhovne obnove za okolne svećenike, koji su zbog Kranjčićeve otvorenosti, srdačnosti i iznimne gostoljubivosti veoma rado dolazili u križevačko župno središte.
Nakon 16 godina apsolutne zauzetosti za svoje vjernike na svim razinama življenja, Stjepan Kranjčić umro je 10. travnja 1968. u pedesetoj godini života od posljedica druge operacije tumora na mozgu u jednoj rimskoj poliklinici. Za vrijeme njegova liječenja u Rimu, kao istaknutoga hrvatskog svećenika, više puta posjetio ga je nadbiskup Franjo Šeper. Kranjčić je pokopan na križevačkome Gradskom groblju 16. travnja 1968. uz neviđen oproštaj naroda i klera. Na sprovodu se okupilo oko sto svećenika te višekilometarska kolona ožalošćenih vjernika.
Više od 40 godina nakon što je umro, vjernici Kranjčića drže na glasu svetosti, mole mu se, a njegov je grob, bez ikakvih organiziranih pohoda, redovito okićen cvijećem i svijećama.
Njemu u čast zove se hrvatska književna manifestacija Susret hrvatskoga duhovnoga književnoga stvaralaštva Stjepan Kranjčić koja se održava u Križevcima.

## Vanjske poveznice
- Udruga za promicanje znamenitih Križevčana "Dr. Stjepan Kranjčić":   Arhivirana inačica izvorne stranice od 20. rujna 2015. (Wayback Machine)